# NK HAŠK
NK HAŠK was een Kroatische voetbalclub uit Ivanić Grad dat een stadsdeel is van de hoofdstad Zagreb.

## HAŠK
HAŠK Zagreb was een historische voetbalclub uit Zagreb. In 1912 werd de club kampioen van Zagreb voor Concordia en Gradanski. In 1927 speelde de club voor het eerst in de hoogste klasse van Joegoslavië en werd derde achter BSK Beograd en Hajduk Split. De volgende twee seizoenen eindigde HAŠK telkens voorlaatste. Tot 1932 nam de club niet deel aan de competitie. Bij de terugkeer in 1932 werd de vierde plaats bereikt, op tien clubs. Na enkele middenmootplaatsen en nog een seizoen dat niet deelgenomen werd vierde de club in 1938 de eerste landstitel. In 1939 werd HAŠK nog vijfde en in 1940 laatste, maar de competitie telde nu nog maar zes clubs. Na de Tweede Wereldoorlog werd de club opgeheven.

## Internationals
De navolgende spelers kwamen als speler van NK HAŠK uit voor een vertegenwoordigend A-elftal. Recordinternational van de club is Ivan Gajer, die van 3 mei 1932 tot en met 3 oktober 1937 in totaal 28 keer de kleuren verdedigde van het Joegoslavische nationale elftal.
| Naam               | Van        | Tot        | Totaal | Nationaal elftal |
| ------------------ | ---------- | ---------- | ------ | ---------------- |
| Đuka Agić          | 26.01.1930 | 26.01.1930 | 1      | Joegoslavië      |
| Nikola Babić       | 08.04.1928 | 08.04.1928 | 1      | Joegoslavië      |
| Ivan Benković      | 28.10.1923 | 28.10.1923 | 1      | Joegoslavië      |
| Zlatko Čajkovski   | 01.11.1942 | 07.06.1943 | 2      | Kroatië          |
| Eugen Dasović      | 03.06.1923 | 26.05.1924 | 5      | Joegoslavië      |
| Dragutin Fridrih   | 08.06.1922 | 10.04.1927 | 9      | Joegoslavië      |
| Ivan Gajer         | 03.05.1932 | 03.10.1937 | 28     | Joegoslavië      |
| Ivan Hitrec        | 10.05.1929 | 02.08.1931 | 9      | Joegoslavië      |
| Ratko Kacijan      | 08.12.1940 | 07.06.1943 | 10     | Kroatië          |
| Zvonko Koceić      | 01.11.1942 | 07.06.1943 | 2      | Kroatië          |
| Frane Kovačić      | 29.05.1932 | 07.06.1933 | 5      | Joegoslavië      |
| Mirko Križ         | 04.11.1925 | 06.10.1929 | 2      | Joegoslavië      |
| Branko Kunst       | 03.10.1926 | 26.01.1930 | 7      | Joegoslavië      |
| Vladimir Lajnert   | 03.10.1926 | 28.10.1929 | 5      | Joegoslavië      |
| Anton Lokošek      | 09.04.1944 | 09.04.1944 | 1      | Kroatië          |
| Mare Marjanović    | 26.05.1924 | 03.10.1926 | 6      | Joegoslavië      |
| Egidio Martinović  | 10.04.1927 | 10.04.1927 | 1      | Joegoslavië      |
| Ivan Medarić       | 03.10.1937 | 15.10.1939 | 3      | Joegoslavië      |
| Ivan Petrak        | 03.06.1934 | 01.01.1935 | 6      | Joegoslavië      |
| Danijel Premerl    | 28.10.1925 | 28.10.1927 | 11     | Joegoslavië      |
| Branko Slivak      | 29.05.1932 | 29.05.1932 | 1      | Joegoslavië      |
| Ivan Šojat         | 08.06.1922 | 01.10.1922 | 3      | Joegoslavië      |
| Stjepan Šterk      | 08.06.1922 | 08.06.1922 | 1      | Joegoslavië      |
| Vladimir Vinek     | 08.06.1922 | 26.05.1924 | 6      | Joegoslavië      |
| Stjepan Vrbančić   | 28.06.1922 | 28.06.1926 | 11     | Joegoslavië      |
| Branko Zinaja      | 28.10.1921 | 10.06.1923 | 6      | Joegoslavië      |
| Dušan Zinaja       | 10.06.1923 | 10.06.1923 | 1      | Joegoslavië      |
| Vjekoslav Župančić | 28.08.1920 | 28.08.1920 | 1      | Joegoslavië      |

### HAŠK in Europa
| Seizoen | Competitie | Ronde | Land              | Club      | Score    |
| ------- | ---------- | ----- | ----------------- | --------- | -------- |
| 1938    | Mitropacup |       | Vlag van Tsjechië | SK Kladno | 1-3, 1-2 |

## HAŠK
De naam HAŠK komt van Dinamo Zagreb dat ooit onder die naam speelde, wat op zich weer een verwijzing was naar de oude club. De toekomst van de club was een tijd onzeker en er gingen stemmen op om de club op te heffen. Dit gebeurde niet, waardoor de 2de klase uit 16 clubs bleef bestaan. Als de club verdween, zouden dit er 14 geworden zijn. In 2008 werd de club een licentie geweigerd voor de tweede klasse en de club degradeerde, ondanks dat ze zich sportief van behoud verzekerd had. In 2010 promoveerde de club weer.